# Kransslamkrypa
Kransslamkrypa (Elatine alsinastrum) är en slamkrypeväxtart som beskrevs av Carl von Linné. Enligt Catalogue of Life ingår Kransslamkrypa i släktet slamkrypor och familjen slamkrypeväxter, men enligt Dyntaxa är tillhörigheten istället släktet slamkrypor och familjen slamkrypeväxter. Enligt den finländska rödlistan är arten starkt hotad i Finland. Arten har ej påträffats i Sverige. Artens livsmiljö är diken. Inga underarter finns listade i Catalogue of Life.

## Bildgalleri

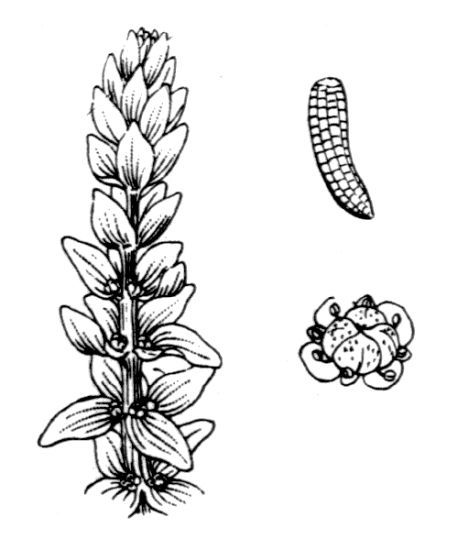